# Cúp Algarve 2003
Cúp Algarve 2003 (tiếng Anh: Algarve Cup 2003), giải bóng đá giao hữu thường niên diễn ra tại Algarve, Bồ Đào Nha từ 14 đến 20 tháng 3 năm 2003. Hoa Kỳ là đội tuyển vô địch của giải.

## Thể thức
Tại vòng bảng, 12 đội được chia làm ba bảng. Bảng A và B gồm các đội cạnh tranh chức vô địch. Vòng phân hạng gồm sáu trận đấu: trận tranh hạng nhất giữa các đội đầu bảng, tranh hạng ba giữa các đội nhì bảng, tranh hạng năm giữa các đội thứ ba; đội nhất bảng C gặp đội cuối bảng có thành tích tốt hơn trong hai bảng A và B để tranh hạng bảy; đội nhì bảng C gặp đội cuối bảng còn lại để tranh hạng 9; đội hạng ba và tư bảng C gặp nhau tranh hạng 11.
- Giờ thi đấu là WET (UTC±0).

## Vòng bảng

### Bảng A
| Đội       | Tr | T | H | B | BT | BB | HS | Đ |
| --------- | -- | - | - | - | -- | -- | -- | - |
| Hoa Kỳ    | 3  | 1 | 2 | 0 | 3  | 2  | +1 | 5 |
| Na Uy     | 3  | 1 | 1 | 1 | 2  | 2  | 0  | 4 |
| Thụy Điển | 3  | 0 | 3 | 0 | 3  | 3  | 0  | 3 |
| Canada    | 3  | 0 | 2 | 1 | 2  | 3  | −1 | 2 |

| Hoa Kỳ     | 1–1     | Canada  |
| ---------- | ------- | ------- |
| Wagner 85' | Báo cáo | 7' Neil |

| Thụy Điển     | 1–1 | Na Uy        |
| ------------- | --- | ------------ |
| Ljungberg 58' |     | 40' Mellgren |

| Thụy Điển     | 1–1     | Canada    |
| ------------- | ------- | --------- |
| Ljungberg 85' | Báo cáo | 80' Nonen |

| Na Uy | 0–1     | Hoa Kỳ       |
| ----- | ------- | ------------ |
|       | Báo cáo | 4' MacMillan |

| Na Uy        | 1–0     | Canada |
| ------------ | ------- | ------ |
| Mellgren 39' | Báo cáo |        |

| Hoa Kỳ     | 1–1     | Thụy Điển     |
| ---------- | ------- | ------------- |
| Wagner 18' | Báo cáo | 78' Ljungberg |

### Bảng B
| Đội        | Tr | T | H | B | BT | BB | HS | Đ |
| ---------- | -- | - | - | - | -- | -- | -- | - |
| Trung Quốc | 3  | 2 | 1 | 0 | 5  | 1  | +4 | 7 |
| Pháp       | 3  | 2 | 0 | 1 | 4  | 3  | +1 | 6 |
| Phần Lan   | 3  | 0 | 2 | 1 | 0  | 1  | −1 | 2 |
| Đan Mạch   | 3  | 0 | 1 | 2 | 1  | 5  | −4 | 1 |

| Đan Mạch | 0–3 | Pháp                        |
| -------- | --- | --------------------------- |
|          |     | 14', 53' Pichon · 85' Woock |

| Trung Quốc | 0–0 | Phần Lan |
| ---------- | --- | -------- |
|            |     |          |

| Đan Mạch | 0–0 | Phần Lan |
| -------- | --- | -------- |
|          |     |          |

| Trung Quốc                      | 3–0 | Pháp |
| ------------------------------- | --- | ---- |
| Tôn Văn 15', 66' · Bạch Cát 56' |     |      |

| Pháp       | 1–0 | Phần Lan |
| ---------- | --- | -------- |
| Lattaf 55' |     |          |

| Trung Quốc                 | 2–1 | Đan Mạch           |
| -------------------------- | --- | ------------------ |
| Hàn Đoan 32' · Tôn Văn 90' |     | 66' Mette Jokumsen |

### Bảng C
| Đội              | Tr | T | H | B | BT | BB | HS | Đ |
| ---------------- | -- | - | - | - | -- | -- | -- | - |
| Hy Lạp           | 3  | 1 | 2 | 0 | 3  | 1  | +2 | 5 |
| Bồ Đào Nha       | 3  | 1 | 2 | 0 | 5  | 4  | +1 | 5 |
| Cộng hòa Ireland | 3  | 1 | 1 | 1 | 5  | 4  | +1 | 4 |
| Wales            | 3  | 0 | 1 | 2 | 2  | 6  | −4 | 1 |

| Bồ Đào Nha     | 1–1     | Wales      |
| -------------- | ------- | ---------- |
| Inês Silva 11' | Báo cáo | 47' Foster |

| Cộng hòa Ireland | 0–0 | Hy Lạp |
| ---------------- | --- | ------ |
|                  |     |        |

| Bồ Đào Nha | 1–1     | Hy Lạp    |
| ---------- | ------- | --------- |
| Couto 88'  | Báo cáo | 37' Holan |

| Cộng hòa Ireland             | 3–1 | Wales      |
| ---------------------------- | --- | ---------- |
| O'Toole 17', 81' · Grant 44' |     | 20' Martyn |

| Hy Lạp                   | 2–0 | Wales |
| ------------------------ | --- | ----- |
| Stavroula 7' · Holan 80' |     |       |

| Bồ Đào Nha                               | 3–2     | Cộng hòa Ireland          |
| ---------------------------------------- | ------- | ------------------------- |
| Fernandes 45' · Gomes 43' · Monteiro 71' | Báo cáo | 31' O'Brien · 28' Scanlan |

## Vòng phân hạng

### Tranh hạng 11
| Cộng hòa Ireland  | 2–2 | Wales                  |
| ----------------- | --- | ---------------------- |
| Scanlan 77', 83'  |     | 6' Durrant · 88' Green |
| Loạt sút luân lưu |     |                        |
|                   | 4–2 |                        |

### Tranh hạng 9
| Đan Mạch            | 1–0     | Bồ Đào Nha |
| ------------------- | ------- | ---------- |
| Loureiro 84' (l.n.) | Báo cáo |            |

### Tranh hạng bảy
| Canada                                                                  | 7–1     | Hy Lạp           |
| ----------------------------------------------------------------------- | ------- | ---------------- |
| Sinclair 5', 38', 82' · Neil 26' · Lang 41' · Burtini 65' · Moscato 80' | Báo cáo | 86' Amiel Loseno |

### Tranh hạng năm
| Thụy Điển                                                     | 5–0 | Phần Lan |
| ------------------------------------------------------------- | --- | -------- |
| Olsson 10' · Eriksson 39', 58' · Svensson 74' · Ljungberg 90' |     |          |

### Tranh hạng ba
| Na Uy        | 1–0 | Pháp |
| ------------ | --- | ---- |
| Mellgren 11' |     |      |

### Chung kết
| Hoa Kỳ                   | 2–0     | Trung Quốc |
| ------------------------ | ------- | ---------- |
| MacMillan 52' · Hamm 56' | Báo cáo |            |